# Церква святого Миколая «Пам'яті жертв Чорнобиля»
Церква святого Миколая «Пам'яті жертв Чорнобиля» (також відома як Свято-Миколаївський храм на Татарці, Чорнобильська церква) — чинна мурована церква на вулиці Нагірній, у Шевченківському районі Києва. Зведена як частина Меморіального комплексу пам'яті жертв Чорнобиля. Парафія святого Миколая «Пам'яті жертв Чорнобиля» належить до Православної церкви України.

## Історія створення храму

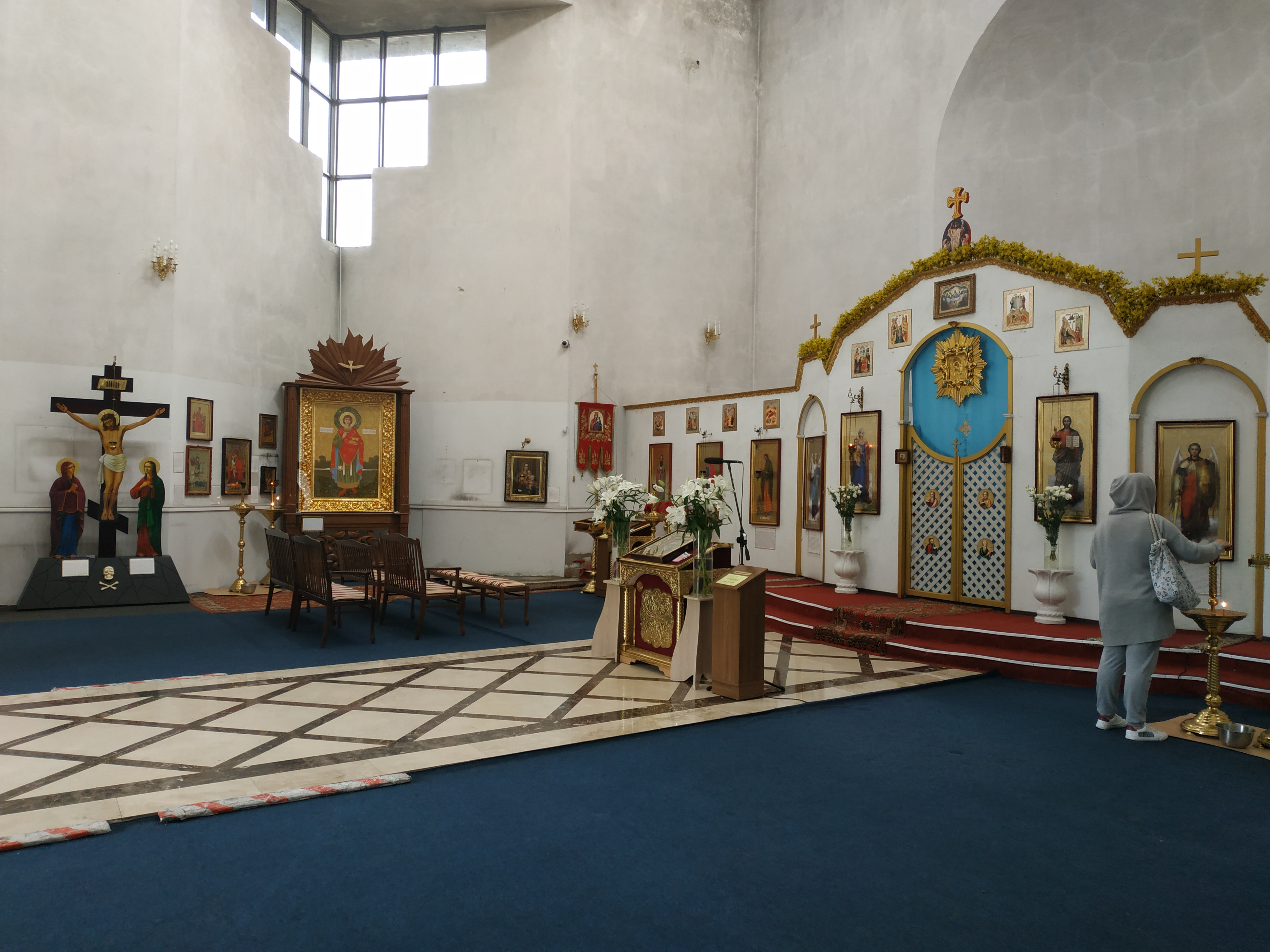
Всередині храму

Будівництво меморіального комплексу було розпочато у квітні 1991 року, тоді ж закладено фундамент церкви. Безпосередньо спорудження храму велося з 2005 року коштом Шевченківської РДА. Під час економічної кризи 2008 року будівельні роботи призупинили, однак пізніше їх було відновлено.
У 2006 році Свято-Миколаївський храм освятив Патріарх Київський і всієї України-Руси Філарет. Добудовано церкву 2011 року.
Щороку на території меморіального комплексу до роковин Чорнобильської трагедії відбуваються урочисті заходи за участю духівництва, представників влади, учасників ліквідації аварії на ЧАЕС та родин померлих ліквідаторів, а також мешканців району.
До церкви та меморіального комплексу прилягає зона відпочинку — регіональний ландшафтний парк «Смородинський, створений 2016 року на площі 22 га2.

## Архітектура
Церква однокупольна, з підкресленим порталом, у плані має вигляд восьмикутної зірки (алюзії одночасно на Вифлеємську зірку і на Зорю Полин). Форма фасадів церкви нагадує обриси першого «саркофага» над четвертим енергоблоком ЧАЕС, що робить її архітектуру унікальною.
Споруда є архітектурною домінантою Меморіального комплексу пам'яті жертв Чорнобиля, створеного за проектом Миколи Жарикова.

## Міжконфесійне протистояння і спроби захоплення храму
Після освячення (2006) основна будівля церкви стояла зачиненою аж до 2015 року, у цей період богослужіння громади УПЦ Київського патріархату проводилися в капличці поряд. Це було пов'язано з протистоянням між громадами Київського і Московського патріархатів за право користування храмом.
У 2000-х роках відбувалися неодноразові спроби передачі церкви громаді УПЦ Московського патріархату, з цією метою  здійснювалися як юридичні дії через Київську міську раду, так і спроби фізичного захоплення:
- 5 червня 2011 року храм спробували захопити 8 чоловіків, але завдяки охоронцю та міліції відступили.[6]
- 7 червня 2011 року ще одна спроба захоплення, невідомі близько 20 чоловік з кувалдою пошкодили замок,  намагаючись проникнути всередину, але відступили завдяки діям охоронців ще до прибуття міліції.[7]

З 2015 року богослужіння парафії святого Миколая Української православної церкви Київського патріархату відбуваються в основній будівлі церкви.

## Російське вторгнення в Україну

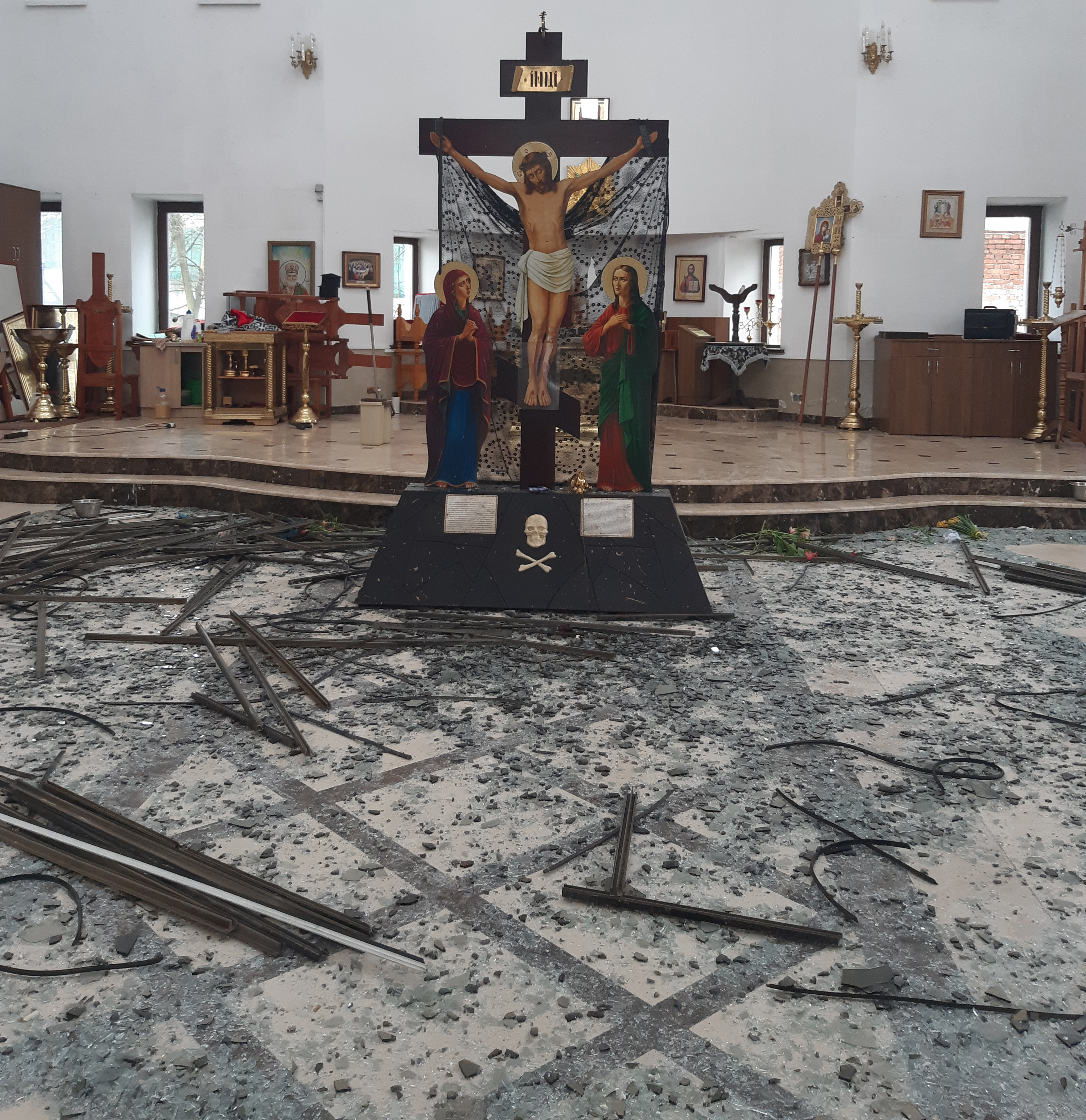
Пошкодження церкви на Татарці після російського удару

Під час масованого ракетного обстрілу України 21 березня 2024 року у Свято-Миколаївський храм на Татарці влучили уламки російської балістичної ракети. Внаслідок цього розп'яття посічене, ікони побиті склом, вікна і двері вибиті. Капличка поряд понищена. Біля храму — вирва.

## Настоятелі
До 2014 року настоятелем храму був протоієрей Іван Гащин.
У 2014 році з благословення Святійшого Патріарха Київського і всієї Руси-України Філарета настоятелем Миколаївського храму на Татарці у Києві став протоієрей Тарас Мельник.